# Acropoma hanedai
Acropoma hanedai è un pesce osseo di acqua salata appartenente alla famiglia Acropomatidae.